# 民胜乡
民胜乡，是中华人民共和国四川省凉山彝族自治州西昌市曾经下辖的一个乡。2019年12月，撤销琅环乡和民胜乡，设立琅环镇，以原琅环乡和原民胜乡所属行政区域为琅环镇的行政区域。

## 行政区划
民胜乡撤销前下辖以下地区：
长梁村、大水村、麻塘村、麻棚村、柑桠村、核桃村、水沟村、白水村和西洼村。